# Casa do Morcego
A Casa do Morcego é uma edificação construída em 1629, que já serviu de residência para o cineasta e escritor Mário Peixoto. A casa está localizada na praia do Morcego, na Ilha Grande, pertencente à cidade de Angra dos Reis, no estado brasileiro do Rio de Janeiro. É um patrimônio histórico nacional, tombado pelo Instituto do Patrimônio Histórico e Artístico Nacional (IPHAN), na data de 23 de julho de 1942, sob o processo de nº 317-T-1942.
Atualmente de propriedade privada e protegida por seguranças, ainda encontram-se os antigos canhões de bola, o mobiliário, as louças, as estátuas, e objetos de arte sacra, que faziam parte do acervo de Mário Peixoto.

## História
A casa foi construída no ano de 1629, supostamente pelo espanhol Juan Lorenzo, pirata protegido do Rei da Espanha, Felipe II.
No final da década de 1930, o cineasta e escritor Mário Peixoto compra a propriedade, que estava em ruínas e faz reformas na casa, a princípio com intuito para veraneio, depois de montar um museu, mas não obteve êxito. E no ano de 1976, por problemas financeiros, Mário Peixoto vende a casa para Israel Klabin, ex-Prefeito da cidade do Rio de Janeiro.

## Arquitetura
O terreno mede um quilômetro de largura e quatro quilômetros de profundidade e a ilhota do Morcego pertence a propriedade. A edificação possui cobertura com telhado em quatro águas e varanda na fachada principal e na dos fundos, com esteios de madeira de permeio. Na parte interna, há uma capelinha com um altar e sob esse altar há uma inscrição com o ano de 1629.